# 曼杜里 (多哥)
曼杜里（法語：Mandouri），是多哥的城鎮，位於該國北部，由草原區負責管轄，是龐扎爾省的首府，面積50平方公里，海拔高度360米，2022年人口7,732人。